# Quei figuri di trent'anni fa
Quei figuri di trent'anni fa, conosciuta anche come Quei figuri di tanti anni fa è un atto unico scritto da Eduardo De Filippo nel 1929 ed inserito dall'autore nel gruppo di opere da lui chiamato "Cantata dei giorni pari".

## Trama
-Se 'nfracetaje»
(Il Barone e Luigi Poveretti)
La scena si svolge al "Circolo della caccia" che dovrebbe essere un dignitoso luogo d'incontro per nobili e benestanti borghesi, appassionati dell'attività venatoria, ma che in realtà è una bisca, frequentata da gente di malaffare e da latitanti, allestita da Gennaro Fierro, (detto "punto e virgola"; soprannome, questo, affibbiatogli "affettuosamente dai compagni di galera"), un ex galeotto, per spennare gli ingenui giocatori che la frequentano. Gennaro Fierro è il fidanzato di Peppinella (da lui chiamata "Sciù Sciù"), una donna che vive, insieme alla madre, Assunta (la "marchesa madre"), nel Circolo. Filomena, una gentildonna decaduta è costretta dalla povertà a fare la cameriera del Circolo e delle due donne. Il presidente biscazziere, venendogli a mancare il compare per barare al gioco, assume come "palo" l'ingenuo e tonto Luigino Poveretti che, oltre a non capir niente del gioco delle carte è anche goffo e maldestro. A lui l'incauto Gennaro Fierro affida la gestione di un mazzo di carte, 'o mazzone, dal quale estrarre le carte da passargli, in base a segni concordati.
(I segni convenzionali spiegati da don Gennaro al "palo")
Nel frattempo "il Barone", che ha il compito di trovare giocatori inesperti da utilizzare come "polli da spennare" ne ha trovato uno nuovo: l'avvocato Peppino Fattibene.
La casa da gioco è frequentata anche da altri loschi personaggi: "Scuppetella", pregiudicato per furto, "Scamuso", latitante e ricercato per aver ucciso sua moglie. I due sono amici, anche se il loro rapporto è caratterizzato da una forte rivalità nel gioco d'azzardo. Quando il gruppo dei giocatori è completo, con l'arrivo di Barbarella ("dama di compagnia" di Assunta), di Giovannino (giocatore incallito, rovinato dai debiti) e di Riccardo (amico di Giovannino e fidanzato della sorella di quest'ultimo, Emilia), si può cominciare il gioco. Due sorelle, Rosetta e Rafilina (rispettivamente, la "baronessina" Rosy e la "contessina" Fifì), hanno il compito con le loro moine di far cadere le inibizioni dell'avvocato Fattibene, allo scopo di fargli effettuare puntate alte.
Il "palo", Luigi Poveretti, che nel frattempo ha fatto conoscenza con l'avvocato tormentandolo con le sue stupidaggini, ne combina tante che, nonostante le ripetute pacchere (sganassoni) che si piglia da Gennaro Fierro, alla fine fa stravincere la vittima designata e in sovrappiù si fa scoprire dall'avvocato che strepita indignato che il circolo sia frequentato da un socio disonesto e baro. Anche lui non ha capito dove si trova e con chi ha a che fare e crede stupidamente che si stia organizzando una festa mascherata quando i biscazzieri, messi sull'avviso dell'arrivo della polizia, trasformano miracolosamente la bisca in un innocente sala ricreativa. Saranno proprio i due ingenui e sciocchi Luigino e l'avvocato, a far scoprire il trucco alla polizia sopravvenuta. Alla fine - ad eccezione di Giovannino, che la sorella riesce a trascinare via - andranno a finire tutti in galera tra le proteste dell'avvocato, i pianti della nobildonna decaduta, le urla dell'amante Sciù-Sciù e le imprecazioni di don Gennaro Fierro che ancora cerca di picchiare l'ingenuo Luigino, causa di tutte le sue sventure.

## Storia della commedia
Il titolo di questa commedia cambiò diverse volte. Per la rivista C'era una volta Napoli di Mario Mangini messa in scena nel 1931, Eduardo si servì del testo già scritto inserendolo nello spettacolo con il titolo Il circolo della Caccia, titolo che cambierà in altre occasioni e sarà poi alla fine pubblicato come Quei figuri di trent'anni fa. L'ultimo cambiamento risale al 1956 quando la commedia fu trasmessa in televisione, il 2 giugno di quello stesso anno, con il titolo Quei figuri di tanti anni fa.
È questo il periodo più frenetico della vita di autore di Eduardo che decise di trasferirsi, con un contratto di pochi giorni, al teatro "Kursaal" di Napoli, senza far saper nulla ai fratelli che altrimenti non avrebbero per così poco tempo, lasciato il teatro dove già lavoravano. Qui avvenne il debutto nel giorno di Natale del 1931 con l'allora atto unico Natale in casa Cupiello.
Nello stesso teatro Eduardo rappresenterà nel 1932 Quei figuri di trent'anni fa e Gennareniello . Gli spettacoli in cartellone cambiavano quasi giornalmente e come racconta lo stesso Eduardo «Dovetti scrivere altri atti unici, ma siccome facevamo tre spettacoli al giorno ero costretto a scrivere negli intervalli, durante lo spettacolo cinematografico, sotto gli altoparlanti del sonoro».
Nel maggio di quello stesso anno assistette allo spettacolo anche Massimo Bontempelli che scrisse queste sue impressioni sul quotidiano il "Mattino" di Napoli dando avvio alla fama nazionale di Eduardo: «Fu un'ora tutta gioiosa e piana e abbandonata, quando al Teatro Reale andai a sentir recitare la compagnia napoletana dei De Filippo. Se nella mia vita di italiano […] ho il vizio di Napoli, nella mia vita napoletana ho il vizio della compagnia De Filippo: e mentre altrove sto anni interi senza mettere piede in un teatro, mai una volta sono rimasto anche due giorni a Napoli senza andarmi a risentire le commedie e i comici di quella compagnia: perfezione di gusto, arte, naturalezza e festoso abbandono. Mi domando perché i De Filippo non risalgano mai le vie d'Italia, allegri ambasciatori del più felice e beneaugurante spirito di Napoli.» ("Il Mattino", 16 giugno 1932)